# Geschichte Simbabwes

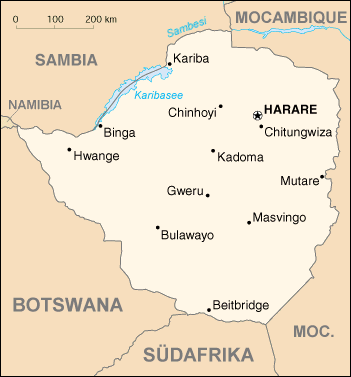
Karte von Simbabwe

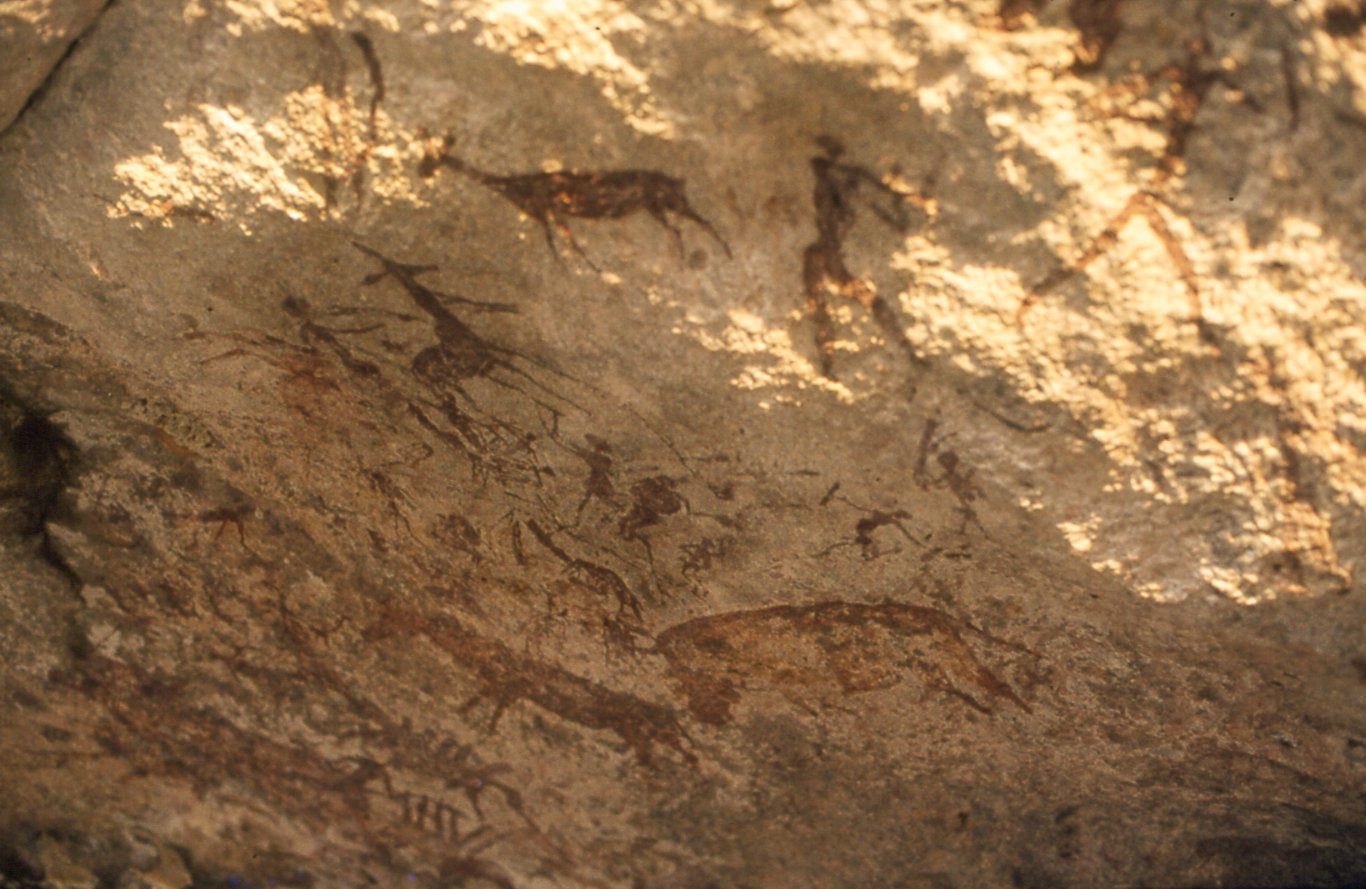
Spuren der Steinzeit: Felszeichnungen der San

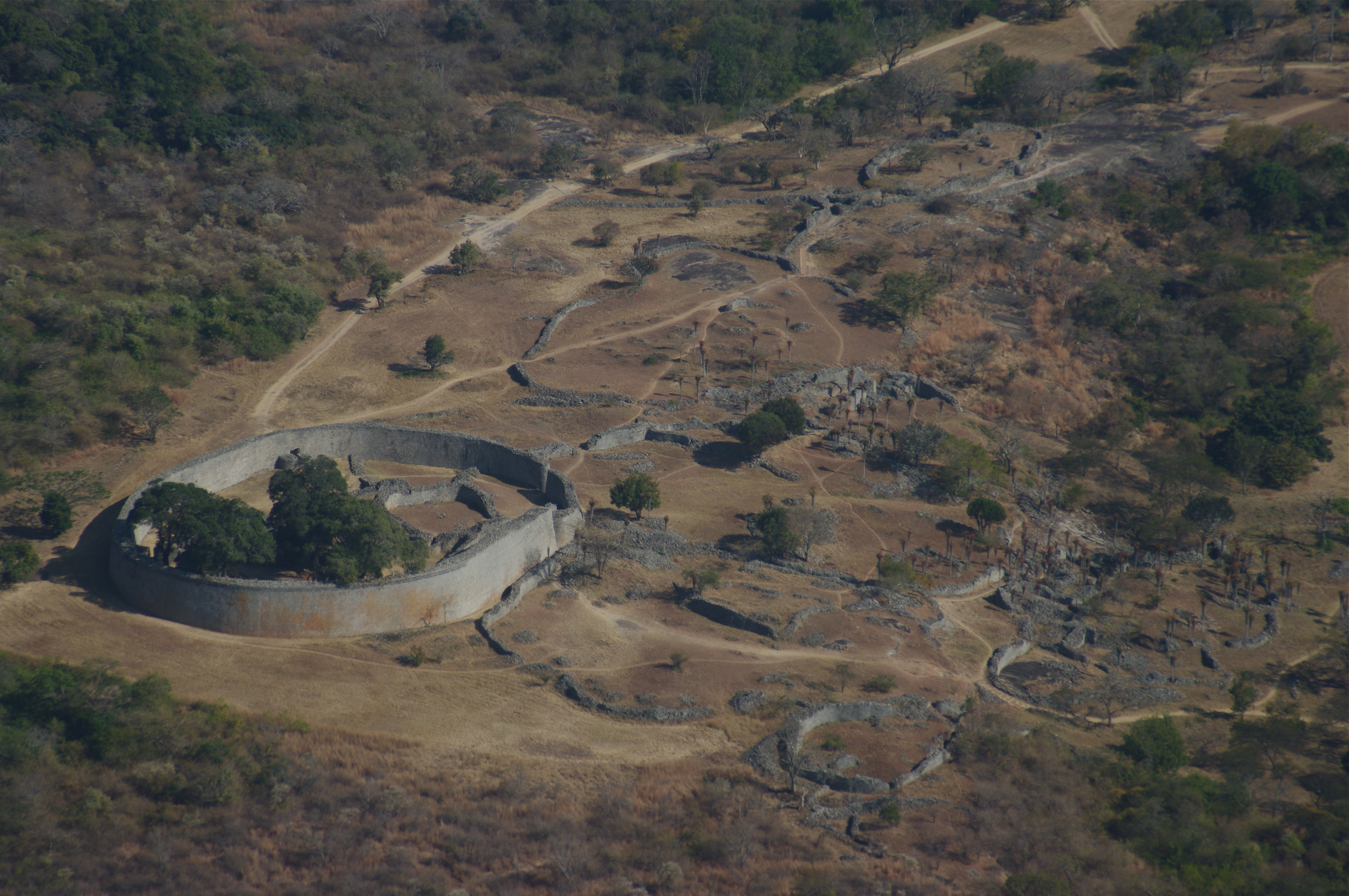
Luftaufnahme von Groß-Simbabwe

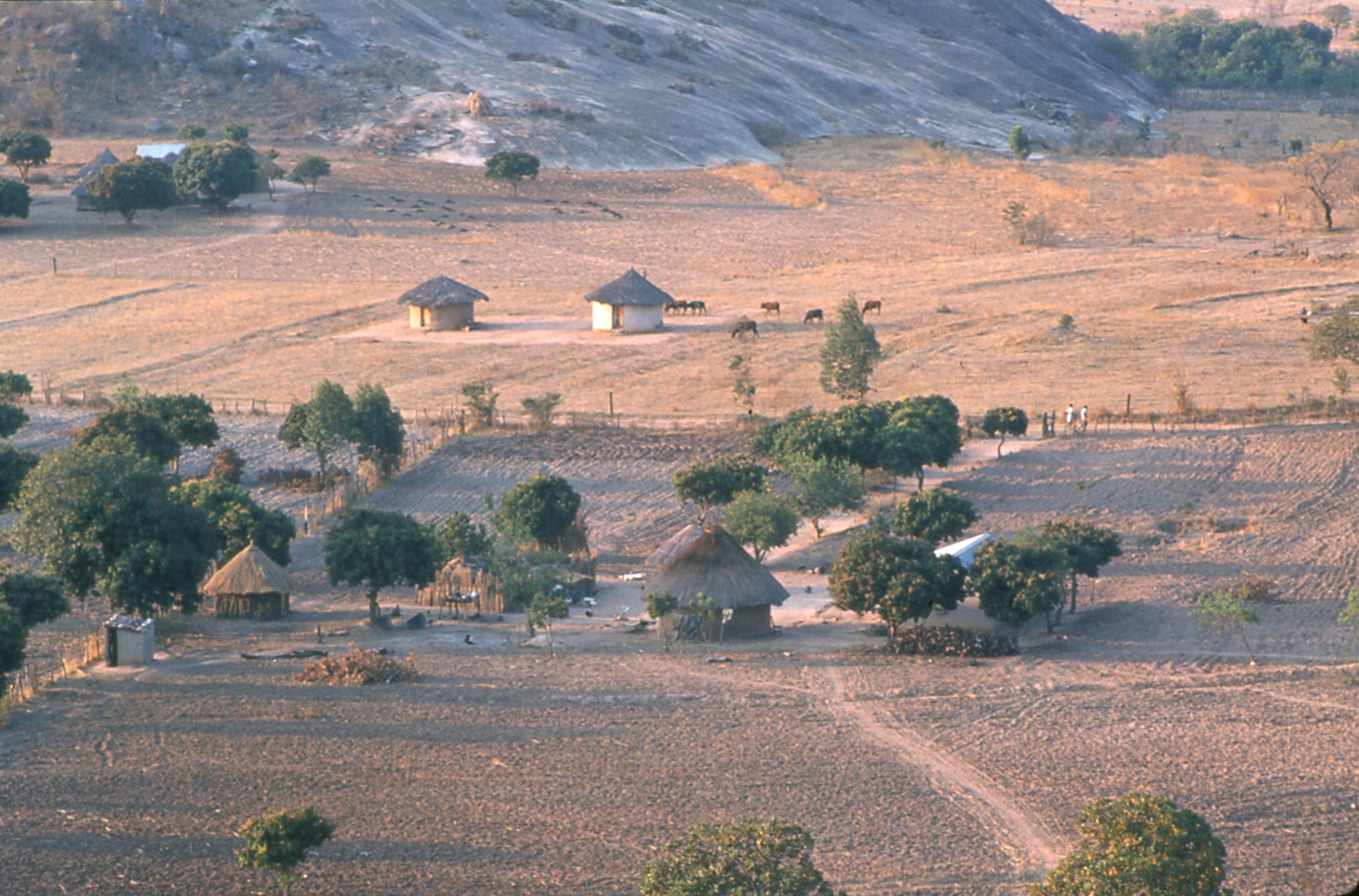
Shona-Gehöfte

Die Geschichte Simbabwes beschreibt die Geschichte auf dem Gebiet des heutigen Staates Simbabwe von den Anfängen bis heute.

## Steinzeit
Bis zum Beginn der europäischen Zeitrechnung war das heutige Hochland von Simbabwe von steinzeitlichen Jägern und Sammlern bewohnt, die zu den Khoisan-Völkern gehörten. Ihre späte Steinzeitkultur unterschied sich von der Jungsteinzeit anderer Regionen durch das Fehlen von Töpferei, Ackerbau und Viehzucht. Diese übernahmen die Khoikhoi erst von den eisenzeitlichen Einwanderern, den San.

## Eisenzeit

### Probleme der Forschung
Schriftliche Aufzeichnungen sind erst seit dem Eintreffen der Portugiesen um 1500 n. Chr. verfügbar. Ältere arabische Aufzeichnungen aus der Region existieren, allerdings hat der wichtigste Autor, Al Masudi, im 10. Jahrhundert wohl nur notiert, was ihm an der Küste über das Hinterland berichtet wurde. Daher wurde das Geschehen davor vor allem aus archäologischen Funden rekonstruiert, die verlässlicher sind als mündliche Überlieferungen.

### Gesamtafrikanischer Kontext
Nach den archäologischen Funden wurde die Eisenverhüttung in Afrika in der Sahelzone erfunden und dann von den Bantu im heutigen Kamerun übernommen und mit ihrer Expansion ins östliche und südliche Afrika getragen. Am Sambesi und am Okavango kam sie in den Jahrhunderten um die Zeitenwende an. Neben diesem anschließend ausführlicher dargestellten Bild gibt es auch die Ansicht, die Bantu hätten erst um die Wende vom ersten zum zweiten Jahrtausend den Sambesi erreicht. Nach beiden Theorien war das Hochland von Simbabwe von Bantu besiedelt, als zwischen 1200 und 1450 Groß-Simbabwe seine Blütezeit hatte.

### Früheisenzeitliche Kultur
Um die Zeitenwende begannen Bantuvölker aus Ostafrika, sich über den Sambesi nach Süden auszubreiten. Sie brachten eine früh-eisenzeitliche Kultur mit sich, zu der auch Töpferei, Landwirtschaft und Viehzucht gehörten, allerdings im Wesentlichen Schafe und Ziegen, kaum Rinder. Mabveni, die erste eisenzeitliche Siedlung aus dem späten 2. Jahrhundert, wurde im Hochland von Simbabwe gefunden. Um 1000 nach Chr. hatten sie sich auf das gesamte Hochland ausgedehnt. Während der Einwanderung der Bantu scheinen in der Gegend ansässige Khoikhoi die Viehzucht von ihnen übernommen zu haben.

### Eisenzeitliche Kultur

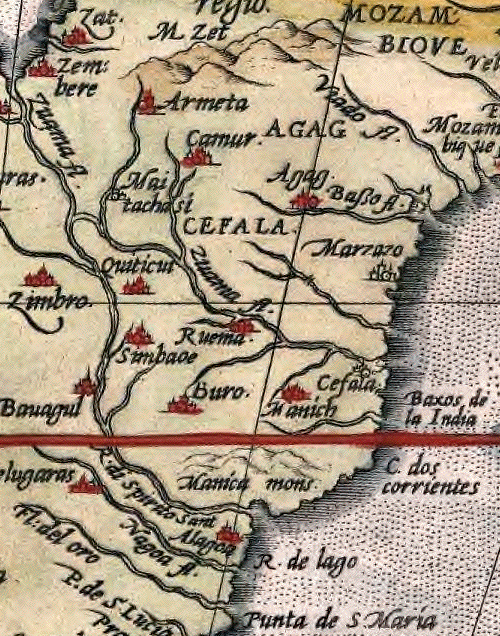
Africae tabula nova 1570:
Hafenstadt Cefala = Sofala,
Manich = Manica,
Simbaoe = Groß-Simbabwe,
Zuama = Sambesi; fast alle großen Flüsse Afrikas entfließen in dieser Karte demselben zentralen See.

Eine zweite Bantueinwanderung mit fortgeschrittenerer Eisenzeitkultur hinterließ Mitte des ersten Jahrtausends Spuren am oberen Sambesi. Diese Menschen scheinen westlich am Hochland von Simbabwe vorbei an den Limpopo gezogen zu sein. Dort entstand im 9. und 10. Jahrhundert eine Kultur mit großen Siedlungen von mehreren Tausend Einwohnern (unter anderem Musina). Kurz vor der Jahrtausendwende erfuhr diese Kultur einen Niedergang, möglicherweise durch ökologische Erschöpfung der Region. Anscheinend verließ ein großer Teil der Bewohner das Limpopogebiet und breitete sich im 10. bis 15. Jahrhundert von Südwesten her über das Hochland von Simbabwe aus. Sie werden von mehreren, aber nicht allen Historikern als Vorfahren der heutigen Shona angesehen, die ungefähr 80 % der heutigen Bevölkerung ausmachen. Sie brachten eine Kultur der späteren Eisenzeit mit sich und betrieben außer Ackerbau in großem Maße Rinderzucht. An den Rändern des Hochlandes führte die Rinderzucht zu Transhumanz.

#### Groß-Simbabwe
Zwischen 1290 und 1450 war die Blütezeit der Stadt Groß-Simbabwe, deren Ruinen heute den größten archäologischen Komplex von Steinbauten in Afrika südlich des Äquators bilden. Groß-Simbabwe war zu dieser Zeit ein bedeutender kultureller und wirtschaftlicher Standort innerhalb des Mutapa-Reiches. Aufgrund ihrer günstigen geografischen Lage entwickelte sich die Stadt zu einem Knotenpunkt des regionalen und internationalen Handels. Bei Ausgrabungen wurden Handelswaren und Produkte aus China, Indien und dem Nahen Osten gefunden. Zudem war die Region reich an natürlichen Rohstoffen und die klimatischen Bedingungen für Ackerbau und Viehzucht waren ideal. Während die Bewohner während der sommerlichen Regenzeit Ackerbau betrieben, trieben sie in der Trockenzeit ihre Rinder nach Möglichkeit in das kaum besiedelte Tiefland, in dem reichlich trockenes Gras zur Verfügung stand. Schätzungsweise lebten zu ihren Hochzeiten zwischen 10.000 und 20.000 Menschen in der Stadt.

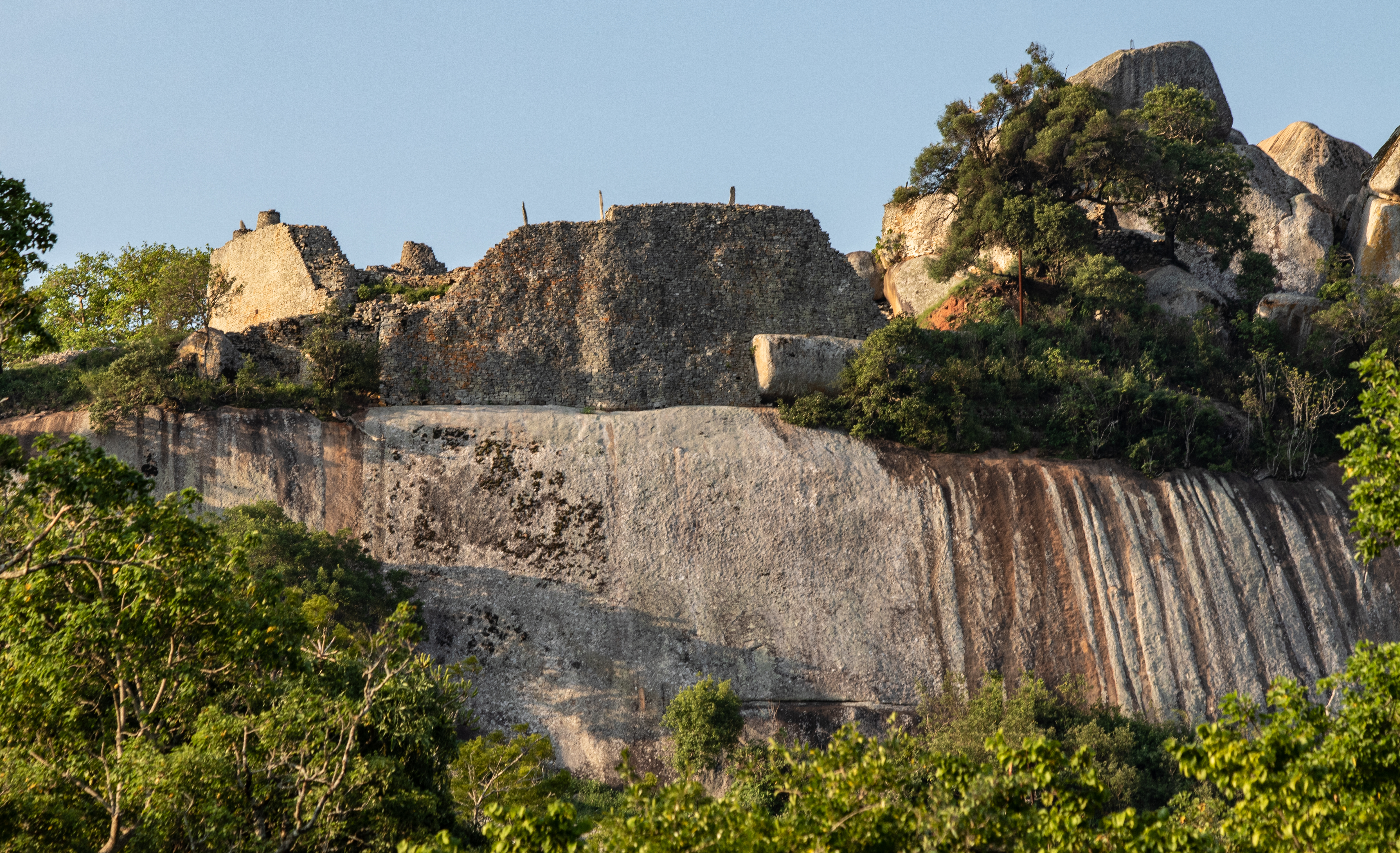
Hügelkomplex von Groß-Simbabwe

Es entstanden teils nacheinander, teils parallel mehrere Staaten. Groß-Simbabwe wird als erstes Zentrum des Mutapa-Reiches angesehen, dessen Macht damals bis an die Küste reichte und auch nördlich und südlich über das heutige Simbabwe hinausging. Khami, ein ähnlich großer Komplex von Gemäuern sieben Kilometer westlich von Bulawayo entstand zunächst parallel und war später Zentrum des Torwa-Reiches.
Um 1450 wurde die Groß-Simbabwe verlassen, wahrscheinlich weil die Bevölkerungskonzentration das Land ausgelaugt hatte. Der Mutapa-Staat verlagerte sein Zentrum nach Norden und verlor seine Vormachtstellung an den Torwa-Staat. Neues Zentrum wurde für etwa 200 Jahre dessen Hauptstadt Khami. Mitte des 17. Jahrhunderts wurde der Torwa-Staat von der Changamire-Dynastie übernommen. Kurz davor oder danach wurde Danangombe (Dhlodhlo) zur Hauptstadt.
Die Shona-Staaten hatten rege Handelsbeziehungen mit Swahili sprechenden Händlern entlang der Küste des Indischen Ozeans. Man tauschte Gold, Elfenbein und Kupfer gegen Tuch und Glas, der Fernhandel reichte bis China (Bodenfunde). Es existierte eine örtliche Textilproduktion und ihre Erzeugnisse hatten hohen Prestigewert. Diese konnte sich aber wegen der Verwendung von Webstühlen, die gegenüber anderen zeitgenössischen Modellen technisch veraltet waren, nicht dauerhaft gegen die Konkurrenz von importierten Tuchen behaupten.

## Neuzeit

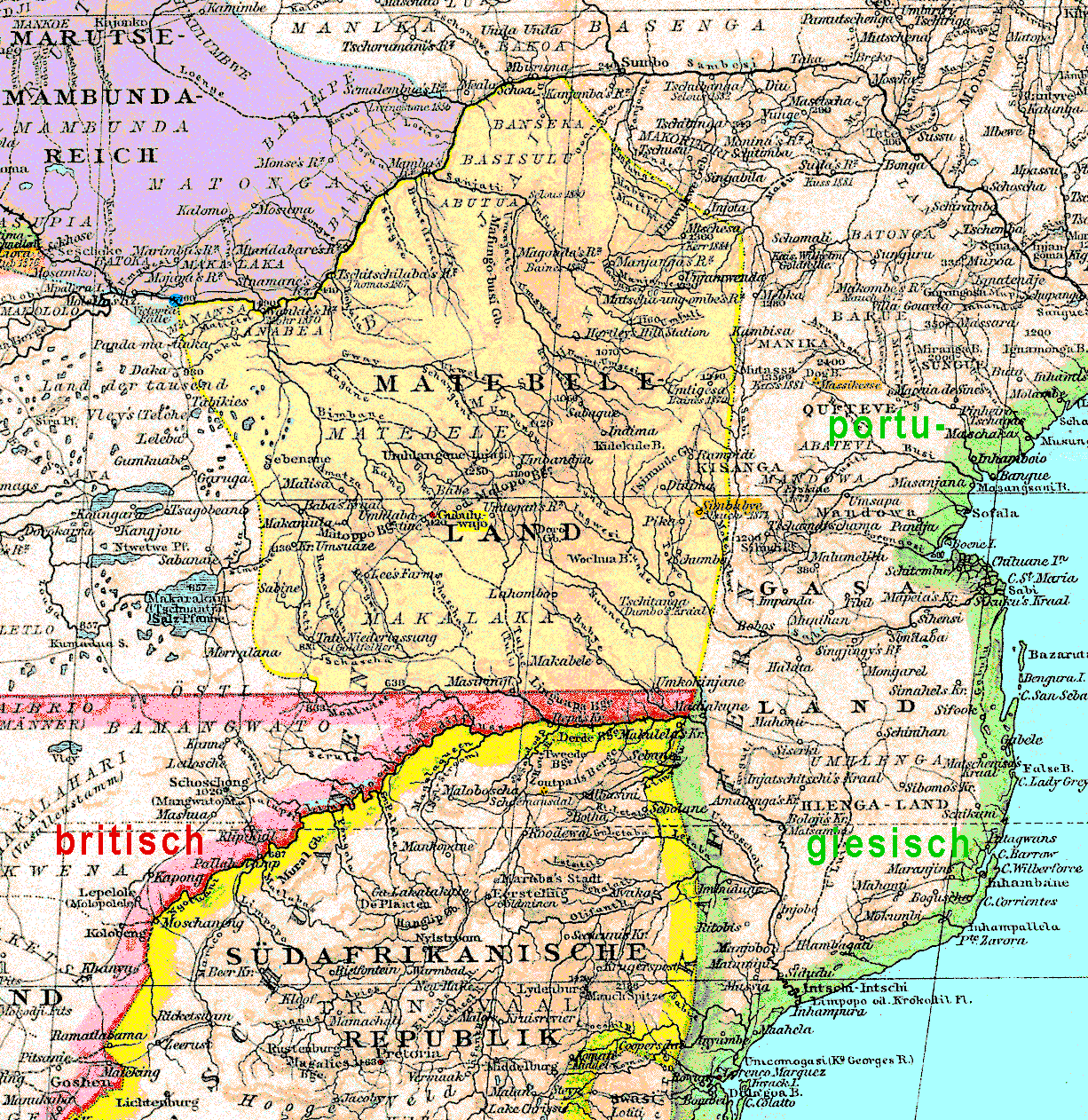
Das Matabele-Reich vor der britischen Kolonisierung, 1887

Im Laufe des 15. Jahrhunderts konkurrierten islamische und portugiesische Händler um Einfluss an den Königshöfen. Als Portugal die mosambikanische Küste zu seiner Kolonie machte und den swahilischen Küstenhandel unterband, verlor das Shona-Reich seine führende Bedeutung.

### Königreich Matabele
Im 17. Jahrhundert wanderten die aus dem Kongo-Gebiet stammenden militärisch straff organisierten Nguni-Völker in das Gebiet südlich des Sambesi ein, am bekanntesten die Zulu in Südafrika. Der letzte Shona-Staat der Changamire-Dynastie war durch Bürgerkriege geschwächt und wurde von neuen Akteuren verdrängt. Im heutigen Simbabwe war es das Nguni-Volk der Ndebele (Matabele), die in den 1830ern unter ihrem König Mzilikazi das Land zwischen dem Sambesi und dem Limpopo besiedelten. Aus diesem Grund gilt Mzilikazi auch als der Gründer der Ndebele auf dem Gebiet des heutigen Simbabwe. Das Königreich Matabele war fast deckungsgleich mit dem der Republik Simbabwe. Hauptstadt war Bulawayo.

## Kolonialzeit

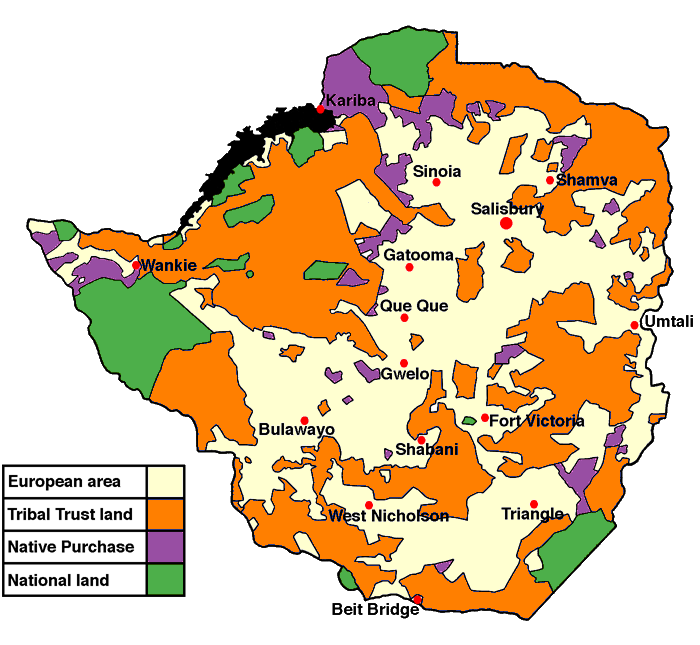
Landklassifikation bis 1979:
weiß = Farmland in kolonialer Hand
lila = Farmland in afrikanischer Hand
orange = traditionelle afrikanische Landwirtschaft

### Portugiesische Ansprüche
Seit Gründung ihrer Niederlassungen an den Küsten Angolas und Mosambiks hatten die Portugiesen das Binnenland des südlichen Afrikas von der West- bis zur Ostküste beansprucht, ohne diesen Herrschaftsanspruch ernsthaft durchzusetzen. Im 19. Jahrhundert stellten Händler, Jäger und Missionare der Briten (vgl. David Livingstone) und Kapholländer (Buren) die portugiesische Herrschaft im Binnenland unter Verweis auf das Fortbestehen des arabischen Sklavenhandels infrage und begannen, auch in das Gebiet nördlich des Limpopo einzugreifen.

### Britische Kolonialherrschaft
1888 erwarb der britische Kolonialpolitiker Cecil Rhodes vom Ndebele-König Lobengula Schürfrechte. 1889 erhielt Rhodes eine Lizenz für die British South Africa Company, mit der er sich 1893 – durch Abteilungen der Kappolizei und angeheuerte Abenteurer unterstützt – das Matabele-Königreich und Gebiete nördlich des Sambesi zu Eigen machte (siehe auch unten). Er trieb die Besiedlung sowie die Edelmetall- und Mineralverarbeitung voran. Sowohl die Ndebele als auch die Shona unternahmen 1896–1897 erbitterte, aber erfolglose Aufstände gegen die europäische Kolonisierung.
1911 wurde Rhodes’ Territorium geteilt: in Nordrhodesien (jetzt Sambia) und in Südrhodesien, das 1923 eine selbstverwaltete britische Siedlungskolonie wurde. 1930 wurde das Land in weiße und schwarze Siedlungsgebiete aufgeteilt und so die afrikanische Landwirtschaft in ertragsarme Gebiete verdrängt. 1950 gründete Joshua Nkomo die National Democratic Party, die für eine völlige Unabhängigkeit des Landes kämpfte. 1953 wurden die beiden Teile Rhodesiens wieder vereinigt und mit Njassaland, heute Malawi, zur Föderation von Rhodesien und Njassaland unter Führung von Roy Welensky verbunden. Nach der Auflösung der Föderation 1963 verlangten die in Südrhodesien ansässigen Weißen, unterstützt von der Apartheid-Regierung Südafrikas, ihre Unabhängigkeit (Rhodesien 1964).

Die einseitige Unabhängigkeitserklärung Rhodesiens

Während im benachbarten Nordrhodesien und Njassaland schwarze Mehrheitsregierungen die Macht ergriffen, erklärte eine weiße Minderheitsregierung unter Ian Smith am 11. November 1965 einseitig die Unabhängigkeit. Großbritannien bezeichnete die Erklärung zwar als illegal, setzte aber keine gewaltsame Wiederherstellung der alten Zustände durch. Die Mehrzahl der afrikanischen politischen Führer ging daraufhin ins sambische Exil oder wurde von der weißen Regierung inhaftiert. Als Verhandlungen 1966 und 1968 scheiterten, verlangte Großbritannien von den Vereinten Nationen Wirtschaftssanktionen gegen Rhodesien. Die weiße Minderheitsregierung rief 1970 die Republik aus. Diese wurde von keinem Staat der Welt außer der Republik Südafrika anerkannt.
Das Zensuswahlrecht Rhodesiens orientierte sich im Gegensatz zu Südafrika nicht direkt an der Hautfarbe, sondern an Einkommen und Bildung. Unabhängig von der Hautfarbe war jeder wahlberechtigt, der das Registrierungsformular ausfüllen konnte und ein bestimmtes Einkommensniveau erreichte. In der Praxis schloss dieses Wahlsystem die afrikanische Bevölkerung von politischer Beteiligung weitgehend aus; es ließen sich stets nur einige tausend Afrikaner registrieren, obwohl theoretisch einige zehntausend wahlberechtigt gewesen wären. An den Wahlen von 1930 durften Männer und Frauen teilnehmen. Da aber das aktive und passive Stimmrecht an Bildungskriterien und finanzielle Voraussetzungen, nämlich an das Zahlen von Einkommensteuer oder an Grundbesitz, gebunden war, stimmten weniger als 2 000 schwarze Afrikanerinnen und Afrikaner ab. Zwischen 1953 und 1964 war Simbabwe in einem Verbund mit Malawi und Sambia. Damals wurde das Wahlrecht in Simbabwe erstmals nach und nach auf schwarze Frauen ausgeweitet. Vor 1957 konnten nur Männer und europäische Frauen wählen. Ab 1957 wurde verheirateten schwarzen Frauen ein eingeschränktes Wahlrecht zugestanden und nach und nach erweitert. Es gab eine spezielle Wählerinnenliste für schwarze Frauen, in die sie unter bestimmten Voraussetzungen (Bildung, Vermögen) aufgenommen wurden. Die Frauen wurden wahlrechtlich so behandelt wie ihre Männer; bei Mehrfachehen galt dieses Privileg aber nur für die erste Frau. Ehefrauen mussten die englische Sprache lesen und schreiben und einen Schulbesuch nachweisen können. Um für eine Wahl registriert werden zu können, musste eine Person eine der vier folgenden Anforderungen erfüllen: Jahreseinkommen von mindestens 720 £ oder Grundbesitz von mindestens 1500 £; Jahreseinkommen von 3 480 £ sowie Grundbesitz im Wert von 1 000 £ plus eine abgeschlossene Primarbildung, die die vorgeschriebenen Standards erfüllte; religiöse Führerschaft, nachdem die Person eine bestimmte Ausbildung durchlaufen hatte, eine gewisse Amtszeit nachweisen konnte und nur, wenn kein anderer Beruf ausgeübt wurde; politische Führer (chiefs) nach gesetzlichen Maßgaben. Diese komplexen Voraussetzungen für die Gewährung des Wahlrechts wurden in die Verfassung von 1961 aufgenommen, die Schwarzen 15 für sie reservierte Parlamentssitze zugestand. Etwa 50 000 Schwarze konnten damals eine beschränkte politische Macht ausüben.

## Rhodesienkonflikt und wachsender afrikanischer Nationalismus (1965–1980)

### Einseitige Unabhängigkeit und UN-Sanktionen
Unmittelbar nach der Unabhängigkeitserklärung Rhodesiens im Jahre 1965 ging Großbritannien zu einer Politik der wirtschaftlichen Sanktionen über. Es wurde dabei zum Wortführer in den UN-Gremien. Der UN-Sicherheitsrat übernahm sukzessive die von der britischen Außenpolitik geprägten Positionen und beschloss im Mai 1968 voll verbindliche Sanktionsmaßnahmen. Die USA verhinderten gemeinsam mit Großbritannien 1970 in den Vereinten Nationen die Ausweitung der Sanktionen auf Südafrika und Portugal. Beide Staaten gehörten zu den wichtigsten Unterstützern des Regierungssystems von Ian Smith.
Dieses über Jahre sich verfestigende Vorgehen trug ganz wesentlich zur wachsenden Spannung in der innenpolitischen Lage bei. Die Smith-Regierung setzte dabei auf eine Verschärfung ihrer rassistisch begründeten Vormachtstellung, einer Einwanderungspolitik zur Stärkung der europäischstämmigen Bevölkerungsgruppe und die Anwerbung gut ausgebildeter Söldner in den westlichen Staaten für Aufgaben in den Rhodesischen Streitkräften wie beispielsweise im Rhodesian Special Air Service oder den Selous Scouts. Als hilfreich erwiesen sich dabei vielgestaltige und über Jahre gefestigte Verbindungen zwischen Militär- und Geheimdienstkreisen von Südafrika und Rhodesien. Südafrika versuchte anfänglich im Rahmen seiner Detente-Politik mit Mitteln der Entspannung ein ihm genehmes Regierungssystem im Nachbarstaat zu schaffen.
1969 wurde eine Verfassung vorgestellt. Diese beschnitt die Rolle der schwarzen Wählerschaft, vor allem die der Frauen, denn die Hälfte der für Schwarze reservierten Sitze wurde durch ein von Männern besetztes Wahlmännergremium vergeben. 1970 wurde für die Afrikaner ein eigenes Wählerregister geschaffen und ihnen 16 Abgeordnete zugesprochen; deren Zahl sollte mit wachsendem Steueranteil der schwarzen Mehrheitsbevölkerung ansteigen. Die Anforderungen waren aber so hoch angesetzt, dass eine Machtübernahme der schwarzen Mehrheit „auf tausend Jahre“ ausgeschlossen werden sollte (realistische Prognosen gingen davon aus, dass dieser Fall etwa zwischen 2030 und 2070 hätte zustande kommen können).
In Rhodesien herrschte zwar Rassentrennung, aber keine Apartheid im südafrikanischen Stil; die afrikanische Bevölkerung war in Wirtschaft und Verwaltung eingebunden und stellte die Mehrheit der Berufssoldaten (Offiziere erst ab 1977) und der paramilitärischen Polizei, Wehrpflicht bestand aber nur für Weiße. Erst 1978 wurde das allgemeine aktive und passive Frauenwahlrecht eingeführt.

### Guerillakrieg
1966 erklärten die Rebellen von ZANU und ZAPU einen Guerillakampf gegen die „weißen“ Machtstrukturen. Die militärischen Aktivitäten der wenigen und unerfahrenen Kämpfer blieben zunächst gering und sporadisch. Erst zwischen 1973 und 1974 erlangten die von der mosambikanischen Provinz Tete ausgehenden Angriffe eine spürbare außenpolitische Wirksamkeit, wodurch sich beispielsweise in Südafrikas Regierung die Überzeugung durchsetzte, das anfällige Smith-Regime besser durch ein alternatives, stabileres und aus Pretoria gesteuertes Machtsystem in den Einflussbereich seiner Afrikapolitik einzubinden. Indessen wuchs auch in der weißen Bevölkerung die Unzufriedenheit mit der Regierungspolitik. Als Reaktion auf die Verhandlungsergebnisse der Rhodesien-Konferenz in Genf traten am 3. Juli 1977 einige Mitglieder der Regierungspartei aus der Rhodesian Front aus. Sie gründeten kurz darauf eine ultrarechte Partei, die Rhodesian Action Party mit ablehnender Haltung zur bisherigen Regierungspolitik.

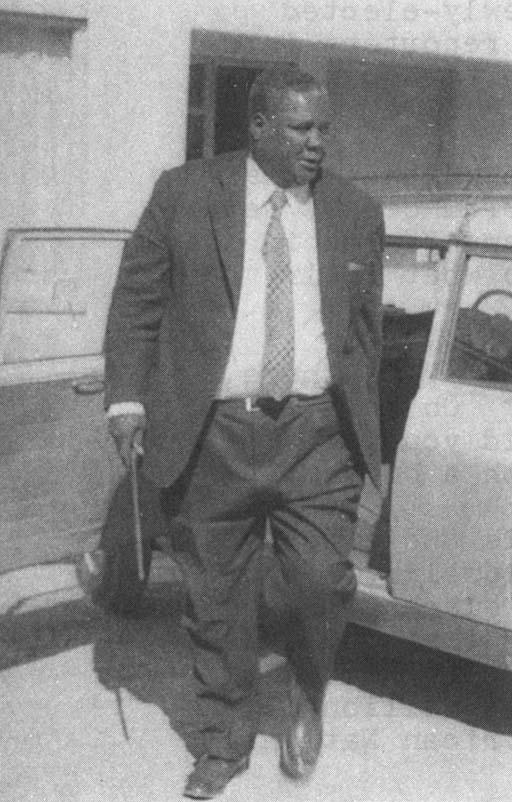
Joshua Nkomo, 1975

Smith reagierte mit der Auflösung des Parlaments und mit Neuwahlen für 85.000 Weiße und einen sehr kleinen Kreis „schwarzer“ Wähler. Unklarheiten in den Wahlvorbereitungen und bezüglich künftiger politischer Ziele förderten die instabile innenpolitische Lage. Erschwerend hierfür zeigten sich 1977 in der Öffentlichkeit deutliche politische Divergenzen unter den beteiligten afrikanischen Nationalistenführern, wie Abel Muzorewa, Joshua Nkomo, Robert Mugabe und Josiah Tongogara. Letzterer führte eine Guerillagruppe an und hatte ein militärisches Training in der Volksrepublik China erhalten. In dieser Phase bemühte sich der tansanische Präsident Julius Nyerere um Einigung unter den Nationalisten und schien im August 1978 nach einem Gespräch mit US-Präsidenten Jimmy Carter auf Unterstützung für seine Bemühungen rechnen zu können. Nyerere betonte aber auch, dass die Lösung für Rhodesien wohl nur in einer Absetzung Ian Smiths mit Mitteln der Gewalt zu erlangen sei. Muzorewa versuchte gemeinsam mit Smith die Befreiungsbewegungen in Rhodesien abzuschwächen. Das festigte in Südafrika die politische Basis dafür, die Verhältnisse in seinem Nachbarland nach eigenen Vorstellungen zu beeinflussen. Mit umfassenden Waffen- und Treibstofflieferungen erhielt es die Funktionsfähigkeit der Militärstrukturen Rhodesiens. Bei Bedarf griffen SADF-Einheiten direkt oder indirekt in die militärischen Konflikte des Nachbarstaates ein. Über die Kooperation mit den rhodesischen Sicherheitskräften versuchte Südafrika die Verhältnisse in Mosambik zu destabilisieren, da dort MK-Gruppen des ANC wichtige Rückzugsräume bezogen hatten.
Mugabe wandte sich in dieser Situation nach Peking und kommentierte während seines Aufenthaltes die rhodesische Situation öffentlich. Dadurch brüskierte er andere Nationalistenführer, die hingegen Unterstützung im sowjetisch kontrollierten Ostblock suchten.
Verhandlungsbemühungen, die zu einer friedlichen Lösung des Rhodesienkonflikts und zu einer Machtbeteiligung der afrikanischen Bevölkerung führen sollten, scheiterten durch die Spaltungs- und Informationspolitik der Regierung von Ian Smith.
Ab Mitte der 1970er Jahre begann sich die ökonomische Situation für die weiße Regierung zu verschlechtern: Die Unabhängigkeit Mosambiks bot den Rebellen einen zusätzlichen Rückzugsraum, die Beziehungen zu Südafrika kühlten sich merklich ab, und der sich stetig ausweitende Guerillakrieg stellte die weiße rhodesische Gesellschaft vor immer größere Belastungen. Immer mehr Männer wurden immer länger in die Sicherheitskräfte einberufen, Überfälle auf abgelegene Farmen und auf die Verkehrswege nahmen zu. Arbeitskräftemangel, Sabotageakte, ein steigender Militärhaushalt, Treibstoffknappheit und Aufwendungen für die Sicherung von Siedlungen und Farmen beeinträchtigten die Wirtschaft des Landes. Die politische und militärische Führung kam schließlich zu der Erkenntnis, dass der Krieg militärisch nicht mehr zu gewinnen und eine Beteiligung der schwarzen Bevölkerungsmehrheit an der Regierung unausweichlich war. Smith nahm daher Verhandlungen mit moderaten, konservativ orientierten afrikanischen Führern auf, die nicht am Guerillakrieg beteiligt waren, um den Krieg im Rahmen einer Internal Settlement (dt. etwa „interne Einigung“) ohne Einbeziehung der Guerillas, der afrikanischen Nachbarstaaten und des westlichen Auslandes (insbesondere der ehemaligen Kolonialmacht) zu beenden.

### Simbabwe-Rhodesien

#### Übergangsregierung und Wahlen 1979
Nach mehreren Geheimtreffen zwischen Smith, Muzorewa, Sithole und Chirau zu Verfassungsfragen, die zwischen Dezember 1977 und März 1978 stattfanden, unterzeichnete Smith am 3. März 1978 eine Vereinbarung mit drei schwarzen Führern unter Führung Bischof Abel Muzorewa zur Bildung einer Übergangsregierung, Provisorischer Exekutivrat genannt. Der Provisorische Exekutivrat sollte auf eine baldige Konfliktlösung hinarbeiten, wozu es in Anbetracht des weiterhin eskalierenden Guerillakriegs zu spät war. Der Provisorische Exekutivrat verständigte sich schließlich auf einen komplexen Modus für die Wahl eines Parlamentes mit 100 Abgeordneten, bei dem 28 Sitze faktisch für die Weißen reserviert sein würden:
- 72 Sitze wurden gemäß der Verhältniswahl auf die Parteien verteilt.
- 20 Sitze waren den Wählern der „White Roll“ vorbehalten. Die „White Roll“ war das bis zur Parlamentswahl 1974 übliche Wählerverzeichnis. Es wurde gemäß dem Zensuswahlrecht erstellt: Eingetragen wurde nur, wer bestimmte Anforderungen an Grundbesitz, Vermögen und formale schulische Bildung erfüllte. Fast alle Schwarzen waren dadurch ausgeschlossen.
- Die verbleibenden 8 Sitze wurden an Weiße vergeben, die nicht die Anforderungen für die „White Roll“ erfüllten.

Nach diesem Modus wurde das Parlament durch drei Teilwahlen der drei genannten Wählergruppen am 10. April, am 21. April und am 7. Mai 1979 gewählt. Bei hoher Wahlbeteiligung gewann Muzorewas Partei mit 51 von 100 Sitzen die absolute Mehrheit.
Am 1. Juni 1979 trat die neue Verfassung in Kraft und das Land wurde in Simbabwe-Rhodesien umbenannt. Die neue Regierung unter Muzorewa nahm die Arbeit auf. Ian Smith war weiter als Minister ohne Geschäftsbereich im Kabinett vertreten. Die „interne Lösung“ stellte einen ersten Schritt zur international anerkannten Unabhängigkeit dar.

#### Lancaster-House-Abkommen
Im Rahmen der Konferenz der Staatsoberhäupter des Commonwealth of Nations in Lusaka lud die britische Regierung alle Beteiligten des Konflikts zu einer Friedenskonferenz nach London ein, die am 12. September 1979 in Lancaster House begann. Unter Vermittlung von Lord Carrington einigten sich Vertreter der Patriotic Front und der simbabwisch-rhodesischen Übergangsregierung nach wochenlangen Verhandlungen auf einen Waffenstillstand und Wahlen unter Einbeziehung der Patriotic Front. Um eine reibungslose Durchführung der Wahlen zu ermöglichen, sollte Südrhodesien kurzzeitig erneut zur britischen Kolonie erklärt werden, und eine internationale Polizeitruppe sollte den Waffenstillstand überwachen und die Wahlen beobachten.
Im Dezember wurde das Lancaster-House-Abkommen unterzeichnet, der Waffenstillstand in Kraft gesetzt und das simbabwisch-rhodesische Parlament nahm die einseitige Unabhängigkeitserklärung von 1965 zurück. Regierung und Parlament lösten sich auf und Lord Christopher Soames wurde letzter Gouverneur Südrhodesiens. Soames hatte dabei die Aufgabe, die Wahlen sowie den Übergang in die staatliche Unabhängigkeit ordnungsgemäß und vor allem friedlich zu organisieren. Dafür stand ihm ein Mitarbeiterstab von wenigen hundert Briten zur Verfügung. Dazu kam eine Beobachtungstruppe aus verschiedenen Staaten des Commonwealth of Nations unter dem Kommando von General John Acland. Darüber hinaus gab es auch Beobachter der Vereinten Nationen. Soames Mission war von Anfang an riskant, weil er am 12. Dezember 1979 in der südrhodesischen Hauptstadt Salisbury landete, noch bevor die Konfliktparteien am 21. Dezember einen Waffenstillstand vereinbart hatten. Er war für seine Tätigkeit nahezu vollständig auf die Mitwirkung der rhodesischen Verwaltung und der verschiedenen bewaffneten Gruppen angewiesen. Von Anfang an sah sich Soames Versuchen der Rhodesier ausgesetzt, ihn zu einem Verbot der Kandidaten von ZANU und ZAPU bei der Wahl zu drängen. Dem widersetzte sich Soames mit dem Argument, dass sich auch die rhodesische Seite Gewalttätigkeiten habe zuschulden kommen lassen.
Vom 28. Dezember 1979 an richtete die zahlenmäßig und an Bewaffnung unterlegene Commonwealthtruppe 16 Sammelstellen für die Guerilleros der Organisationen Zipra und Zanla ein. Während der Woche, die für die Sammlung der Truppen aus dem Busch in diesen Lagern veranschlagt war, fanden sich dort aber nur rund 12.000 Kämpfer ein. Dabei handelte es sich im Wesentlichen um Truppen des Verbands Zipra, der der Zanu nahestand. Es wird davon ausgegangen, dass Zipra nur rund ein Zehntel seiner Soldaten in Sambia zurückhielt, bei denen es sich allerdings um Eliteverbände handelte. Die zahlenmäßig stärkere Zanla beteiligte sich kaum an der Truppensammlung. Bis Mitte Januar stieg die Zahl der Kämpfer an den Sammelstellen auf rund 20.000 an. Parallel musste Soames dem rhodesischen Militär und den zugehörigen Milizen vom 6. Januar 1980 an wieder das zuvor eingestellte Patrouillieren des Landes und seiner Grenzen erlauben. Dies erhöhte das Risiko für erneute Kämpfe mit den zu den Sammlungspunkten ziehenden Guerilleros. Am 21. Januar drohte eine Eskalation, als Peter Walls, der Kommandeur des rhodesischen Militärs, einen Luftangriff auf ein Guerillacamp außerhalb der offiziellen Sammlungszonen anordnete. Schlechtes Wetter verhinderte diese Operation und Acland konnte in dieser Zeit zwischen Walls und dem militärischen Arm der ZANU-PF vermitteln. Zudem agierten Mitglieder der Selous Scouts im Januar und Februar 1980 zunehmend als autonome Terrororganisation mit Überfällen, Brandstiftung und der Platzierung von Bomben, was auch innerhalb der rhodesischen Verwaltung und der übrigen Sicherheitskräfte auf Ablehnung stieß. Auch von Seiten der Guerilla und zwischen verschiedenen politischen Gruppierungen der Simbabwer kam es im Wahlkampf zu Gewalttätigkeiten. Insbesondere im Osten des Landes ging die Zapu massiv gegen Anhänger und Kandidaten anderer Strömungen vor.
Ein weiteres Problem stellte die Anwesenheit von fünf Kompanien südafrikanischer Truppen im Süden und Südosten des Landes dar, die sich dort mit Billigung des rhodesischen Militärs aufhielten. Acland schätzte ihre Stärke bei seiner Ankunft auf rund 1000 Mann. Der Auftrag der Expeditionstruppe war der Schutz der Grenze Südafrikas, allerdings operierten sie auch im Grenzgebiet von Rhodesien und Mosambik. Darüber hinaus wurde allgemein erwartet, dass sie in dem Fall einer Auswanderungswelle weißer Rhodesier nach Südafrika diese Flüchtlingsströme beschützen und steuern würden. Die Guerillaverbände nahmen die Expeditionstruppe als Teil eines Einkesselungsversuchs wahr. Mehrere Nachbarstaaten protestierten gegen dieses militärische Engagement Südafrikas außerhalb seines Staatsgebiets, andere internationale Akteure, darunter die USA, äußerten ihr Missfallen, und Kenia drohte mit dem Abzug seiner Soldaten aus der Commonwealth-Truppe in Rhodesien. Soames forderte den Rückzug der Südafrikaner nur sehr verhalten, weil er von der Anwesenheit der Schutzmacht eine beruhigende Wirkung auf die weiße Bevölkerung erwartete. Nachdem das Thema auf UN-Ebene verhandelt worden war, zog Südafrika Anfang Februar 1980 seine Truppen offiziell ab. Etwas mehr als 500 Südafrikaner verblieben aber als Freiwillige im Land und wurden formal in das rhodesische Militär integriert.
Am 27. Januar 1980 kehrte Robert Mugabe aus dem Exil in Mosambik zurück. In persönlichen Verhandlungen konnte Soames ihn dazu bewegen, seine Anhänger zum Verzicht auf Gewalt im Wahlkampf aufzurufen. Am 10. Februar ereignete sich ein erfolgloser Bombenanschlag rhodesischer Militärkreise auf den Fahrzeugkonvoi Mugabes.
Neben der Vorbereitung der Wahlen im engeren Sinn setzte die britische Übergangsverwaltung weitere Änderungen durch. So ermöglichte sie eine Wiederaufnahme von Lebensmittellieferungen per Schiff, ließ Grenzübergänge nach Mosambik und Sambia wieder öffnen, stellte die Arbeit der Kriegsgerichte ein, ließ Gefängnisstrafen im Zusammenhang mit dem Konflikt im Land überprüfen und leitete die Rückführung von Flüchtlingen ein. Alle Urteile wegen Widerstands gegen die einseitige Unabhängigkeitserklärung von 1965 wurden aufgehoben. Alle 81 offiziellen politischen Häftlinge wurden freigelassen, elf Todesurteile in Gefängnisstrafen umgewandelt. Dabei nutzte Soames die gruppenweise Freilassung von Gefangenen im Januar und Februar 1980 als Druckmittel, um die Einhaltung des Waffenstillstands durchzusetzen. Die Zimbabwe Broadcasting Corporation wurde zu strenger Neutralität und Gleichbehandlung der Parteien verpflichtet.
Der Unabhängigkeitskrieg forderte nach rhodesischen Angaben 20.350 Menschenleben (468 weiße Zivilisten, 1361 Angehörige der Sicherheitskräfte (etwa die Hälfte Weiße), 10.450 Aufständische sowie 7790 schwarze Zivilisten). Die Rebellengruppierungen sprachen von über 30.000 Toten. Andere Schätzungen setzen die Zahl der Todesopfer zwischen 30.000 und 80.000 an. Die Zahl der Kriegsflüchtlinge in den Nachbarländern Mosambik, Botswana und Sambia wird auf rund 250.000 Personen geschätzt.

## Unabhängigkeit

### Wahlen und Beginn der Präsidentschaft Mugabes

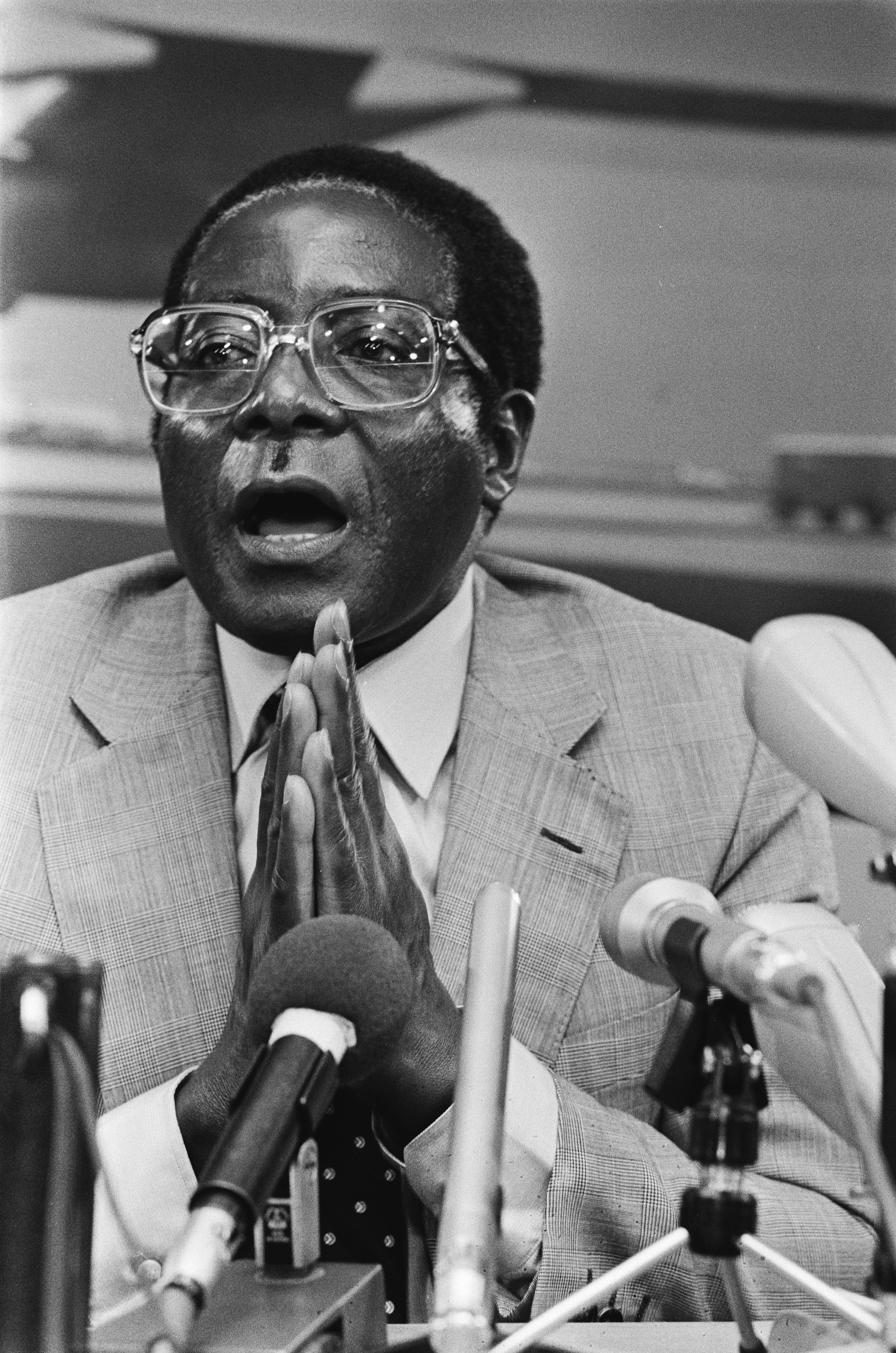
Robert Mugabe, 1982

Die Wahlen von Februar 1980 stießen auf großes internationales Interesse. Rund 680 Journalisten und 281 Wahlbeobachter waren anwesend. 500 britische Polizisten sicherten die Abstimmung. Der Wahlgang war auf den Termin 14. Februar für die weißen und 27. bis 29. Februar für die schwarzen Wähler aufgeteilt. Die Wahl führte zu einem für die westlichen Beobachter und für Vertreter anderer simbabwischer Parteien überraschenden Wahlsieg Robert Mugabes, dessen ZANU ihren Rückhalt vor allem unter den zahlenmäßig dominierenden Shona hatte. Mugabe begründete damit seine andauernde Karriere als maßgeblicher Lenker Simbabwes. Muzorewa erlitt eine verheerende Niederlage, und seine Partei UANC erhielt nur 3 von insgesamt 100 möglichen Sitzen im neu gewählten Parlament.
Hochrangige rhodesische Offiziere begannen am 1. Mai mit Vorbereitungen für einen Staatsstreich, in dessen Rahmen Mugabe und die gesamte Führung sowie möglichst viele Kämpfer der Zanla getötet werden sollten. Schließlich schreckte Walls vor diesem Schritt zurück, weil es de jure ein Aufstand gegen die britische Krone gewesen wäre und der Stab von Soames ihm verdeutlichte, dass die internationalen Banken dem Land nach einem Staatsstreich weitere Kredite verwehren würden. Es blieb in den folgenden Monaten bei drei erfolglosen Mordanschlägen aus dem alten Polizei- und Militärapparat auf Mugabe. In einem Telegramm forderte Walls Premierministerin Thatcher auf, die Wahl für nichtig zu erklären. Thatcher antwortete nicht.
Bevor am 3. März das Wahlergebnis verkündet wurde, versicherte sich die britische Diplomatie der Unterstützung mehrerer verbündeter Staaten und drängte vor allem die südafrikanische Regierung, das Ergebnis anzuerkennen. Mugabe nahm sofort Gespräche mit rhodesischen Militär- und Geheimdienstführern auf, um sie zum Verbleiben in ihren Funktionen und zur Mitarbeit bei der Zusammenführung der verschiedenen bewaffneten Gruppen zu bewegen. Am Abend des 4. März betonte Mugabe in seiner ersten Fernsehansprache die Bereitschaft zur Zusammenarbeit mit allen Gruppen im Land und zu einer guten Nachbarschaft mit Südafrika. Auch wenn in den folgenden Tagen Unruhen ausblieben, legten viele weiße öffentliche Angestellte und Soldaten ihren Dienst nieder.
Für die Regierung in Südafrika war das Wahlergebnis ein politischer Schock. Der Citizen in Johannesburg schrieb am 5. März 1980 „Mr. Mugabe hat einen Erdrutschsieg errungen, der selbst über unsere schlimmsten Erwartungen hinausgeht“. Die so veränderten Machtverhältnisse in Südrhodesien beendeten faktisch die politische Strategie Pretorias von einer Staatengemeinschaft im südlichen Afrika. Aber auch innenpolitisch bedeutete dieses Wahlergebnis für Südafrika eine neue Erkenntnis. Es wurde deutlich, dass die Zusammenarbeit von schwarzen Marionettenpolitikern mit einer weißen Regierung bei den schwarzen Wählern keine Unterstützung fand.
Unmittelbar nach der Wahl war es Mugabes zentrales Ziel, Unruhen zwischen den verschiedenen ethnischen Gruppen sowie zwischen den rund sieben Millionen Schwarzen und 200.000 Weißen in Simbabwe zu vermeiden und trotz des Umbruchs die Wirtschaftskraft des Landes zu erhalten. Dabei stand er unter erheblichem Druck aus seiner eigenen Anhängerschaft, in der viele Vertreter revolutionäre Veränderungen erwarteten. Zu diesem Zeitpunkt befanden sich im Land schätzungsweise 50.000 Mann für verschiedene Gruppen unter Waffen. Soames blieb auf Bitten Mugabes weiter im Amt und konferierte nahezu täglich mit Mugabe. Mitte März 1980 hielt sich Soames drei Tage lang in London auf, um die britische Regierung für eine umfassende Unterstützung des Staatsaufbaus in Simbabwe zu gewinnen. Dies sollte das Land an die westliche Welt binden und eine Flucht weißer Rhodesier verhindern, die auch Großbritannien zum Ziel gehabt hätte. Ähnlich argumentierte er in einem Brief an den US-Außenminister Cyrus Vance. Am 18. April 1980 fand die Unabhängigkeitsfeier statt. Die neue Verfassung sicherte der weißen Minderheit für weitere sieben Jahre 20 der 100 Sitze im Parlament, obwohl sie nur 2 % der Bevölkerung ausmachte. Darüber hinaus erhielten sie die Garantie, dass Landbesitz und Rentenansprüche unangetastet bleiben sollten. Mit der offiziellen Unabhängigkeit kehrte Soames nach Großbritannien zurück.
Am 18. April 1982 wurde die Hauptstadt Salisbury in Harare umbenannt.
Die USA versuchten ab 1980, die Beziehungen zu Simbabwe zu verbessern, das enge Beziehungen zur Sowjetunion unterhielt, und gaben zwischen 1981 und 1986 Hilfszahlungen von insgesamt 350 Millionen US-Dollar. Als Führer der Blockfreien-Bewegung übte Robert Mugabe stetig Kritik an den USA und unterstützte auch eine Resolution im Sicherheitsrat der Vereinten Nationen, die die US-Invasion in Grenada verurteilte, enthielt sich aber der Stimme bei der Verurteilung des sowjetischen Abschusses eines südkoreanischen Passagierflugzeugs. US-Präsident Ronald Reagan suspendierte im Juli 1986 ein US-Hilfsprogramm über 20 Millionen US-Dollar.

### Konflikte zwischen ZANU und ZAPU und Destabilierungsaktivitäten durch Südafrika
Im Oktober 1981 kam es zu landesweiten Streiks von über 1.000 Krankenpflegerinnen und Lehrern; 200 von ihnen wurden verhaftet oder erhielten Bewährungsstrafen.
Am 8. August 1981 trafen mehr als 100 Militärberater aus Nordkorea ein, um eine Elitetruppe der Streitkräfte aufzubauen und auszubilden. Bereits wenige Wochen nach der Unabhängigkeit des Landes hatte Südafrika Maßnahmen zur Destabilisierung von Simbabwe begonnen. Etwa 5000 weiße und schwarze Personen des ehemaligen Unterdrückungsapparates in Rhodesien waren nach Südafrika geflohen und ein Teil von ihnen bei späteren Kommandoaktionen in Angola, Mosambik und Simbabwe verwendet. Darunter befanden sich tausende Angehörige der „Hilfstruppen“ (sogenannte „auxiliaries“) von Abel Muzorewa. Hunderte der ehemaligen Siedlerearmee Rhodesiens kamen wegen ihrer Kampferfahrungen unverzüglich in Südwestafrika zum Einsatz gegen die Befreiungsbewegung.
Zu verbliebenen Mitarbeitern des ehemaligen rhodesischen Sicherheitsapparates wurden von südafrikanischen Stellen Kontakte gehalten und diese für Terrorakte genutzt. Diese Aktivitäten erstreckten sich in den Zeiträumen 1981/1982 und erneut ab 1986. Am 16. August 1981 explodierte das zentrale Munitionsarsenal der simbabwischen Streitkräfte. Kurze Zeit später, am 16. Dezember 1981, ereignete sich ein Bombenanschlag auf die Zentrale der ZANU-PF in Harare mit verheerenden Folgen. Die Ermittlungen erbrachten Erkenntnisse über einen südafrikanischen Spionagering mit Einfluss im Geheimdienst Central Intelligence Organisation (CIO). Verhaftete Mitglieder dieser Gruppe räumten ein, dass sie den in Harare angesiedelten ANC-Vertreter Joe Gqabi observiert hatten, der dort am 31. Juli 1981 von einer Apartheid-Squad erschossen wurde. Zwei ehemalige Mitglieder der früheren rhodesischen militärischen Freiwilligeneinheit wurden im Dezember 1982 in Harare angeklagt, weil sie sich zu einer militärischen Ausbildung in Südafrika aufgehalten hatten. Sie wurden der Gruppe zugerechnet, die den Mordanschlag auf Joe Gqabi verübt hatten. Ferner wurden drei SADF-Angehörige bei dem Versuch politische Gefangene bei Sengwe zu befreien, getötet.
Am 18. Dezember 1981 kam es in der Parteizentrale der ZANU zu einer Bombenexplosion, bei der sechs Menschen getötet und mehr als 100 verletzt wurden. Anfang Februar 1982 wurden von den Sicherheitskräften der ZANU mehrere Waffenlager entdeckt, die nach Angaben des Staatsministers Muangagwa, von der ZAPU angelegt worden waren. Aus diesem Grund wurden am 17. Februar 1982 der zum Präsidenten ernannte Joshua Mqabuko Nyongolo Nkomo und zwei weitere Minister wegen des Plans einer Verschwörung aus dem Kabinett entlassen. Infolge der Regierungskrise brachen heftige Kämpfe (die sogenannten Gukurahundi) zwischen ZAPU-Unterstützern (sogenannten Dissidents) im Ndebele-sprachigen Landesteil und der herrschenden ZANU aus. Die Regierung ging von einer subversiven Beteiligung Südafrikas an den Unruhen aus und handelte entsprechend streng.
Am 4. März 1982 verließen neun weiße Abgeordnete der Republikanischen Front (RF) ihre Fraktion, um als Unabhängige im Parlament mit der Regierung zu kooperieren. Nach einer Kabinettsumbildung wurden zwei Abgeordnete der RF am 16. April 1982 zu Ministern ernannt.
Südafrika setzte am 25. Juli 1982 mit einem Anschlag auf den Luftwaffenstützpunkt Thornhill bei Gweru die Angriffe auf Simbabwe fort, zerstörte dabei zehn Flugzeuge und beschädigte fünf schwer. Als Akteure dieses Angriffes wurden ehemalige weiße Mitglieder der Rhodesian Air Force mit südafrikanischen Agenten verantwortlich gemacht.
Am 19. Mai 1986 begannen die südafrikanischen Streitkräfte mit Unterstützung südafrikanischer Polizeieinheiten bewaffnete Angriffe auf Nachbarländer: Botswana, Sambia und Simbabwe. Nach öffentlichen Verlautbarungen des Oberkommandierenden Andreas Jacobus Liebenberg griff die SADF dabei Ziele an, die als ANC-Zentren ausgemacht wurden. Auf dem Territorium Simbabwes waren das zwei Lokalitäten in der Hauptstadt Harare. Die militärischen Schläge wurden mit der Luftwaffe ausgeführt. Die völkerrechtswidrigen Angriffe wurden international verurteilt. Die US-Regierung forderte Südafrika zur Einstellung der grenzüberschreitenden Kriegshandlungen auf. Die Verletzung staatlicher Souveränität der Nachbarländer Südafrikas wurde von der Europäischen Wirtschaftsgemeinschaft und der Regierung Kanadas ausdrücklich verurteilt.
Im Mai 1987 warnten südafrikanische Stellen die Regierung von Simbabwe vor vermuteten Operationen des ANC von diesem Land aus. Kurz darauf ereignete sich ein Bombenanschlag auf die ANC-Repräsentanz in Harare.

Flagge der ZANU-PF

1987 erfolgten „Strafexpeditionen“ der Regierung Mugabe (ZANU) nach Nord- und Süd-Matabeleland gegen die konkurrierende ZAPU-Bewegung mit zahlreichen zivilen Opfern. Verhandlungen über einen Friedensvertrag erbrachten dann 1987 die Vereinigung mit der ZAPU zur ZANU-PF (1988).
Auf diese Art gestärkt, beschloss die Regierungspartei, die Wahlen von 1990 zu einer Abstimmung über die Einführung einer Einparteienregierung und die Verankerung des Sozialismus in der Verfassung zu machen. Trotz des für sie günstigen Ergebnisses wurde das Projekt aus Angst vor einer internationalen Kapitalflucht wieder abgesetzt und stattdessen vom IWF unterstützte ökonomische Maßnahmen und Sparprogramme beschlossen. Nicht zuletzt wurde dieser Umschwung begründet durch die 1992 eingetretene, wahrscheinlich schlimmste Dürre des Jahrhunderts im südlichen Afrika, die Simbabwe so massiv traf, dass der nationale Notstand ausgerufen wurde.

### Landreform
Die ungleiche Verteilung von landwirtschaftlichen Flächen gilt als zentrale Ursache der wirtschaftlichen Ungleichheit und wurde bereits während den Unabhängigkeitsverhandlungen zum Lanchester-House Abkommen diskutiert. Als direkte Folge des britischen Kolonialismus hatten die weißen Bürger Simbabwes – weniger als 1 % der Bevölkerung – 70 % des urbaren Landes zu kommerzieller Nutzung in den Händen. Trotz dieser Ungleichheit verhandelte das Vereinigte Königreich zum Schutz der ökonomischen Interessen der weißen Farmer eine Klausel im Rahmen des Lanchester-House Agreements, die eine Landreform bis zum Jahr 1990 nur in stark limitiertem Umfang zuließ.

#### Willing Seller, Willing Buyer
Das ausgehandelte Prinzip der Umverteilung wurde Willing-Buyer Willing-Seller genannt und erlaubte dem simbabwischen Staat nur dann Land von weißen Siedlern zu kaufen, wenn sie dafür ein Angebot nach marktwirtschaftlichen Prinzipien erhalten. Das Programm zur Umverteilung gilt heute als weitgehend gescheitert. Zwischen 1990 und 1998 wurden nur 3,4 Millionen Hektar an 71.000 Familien umverteilt, obwohl ursprünglich 8,4 Millionen Hektar an 162.000 Familien vorgesehen waren.

#### Beschleunigte Landreform
1999 begann die Regierung, die Verteilung zurückgeführten Landes als lebenswichtiges und antikoloniales Programm zu proklamieren. Die „beschleunigte Landreform“ (fast-track land reform) verdreifachte in kurzer Zeit die Menge der umverteilten Agrarflächen. Von 2000 bis 2010 wurden hierbei weitere 10 Millionen Hektar Land an mehr als 160.000 Haushalte umverteilt. Kritiker bemängeln, dass die Landreform teilweise eine gewalttätige Kampagne gegen die Opposition umfasste. Nach Berichten der ARD wurden besetzte Farmen auch von Verwandten und Freunden Mugabes in Besitz genommen. Zusammen mit Dürreperioden trug die Kampagne zur anhaltenden Wirtschaftskrise und Nahrungsmittelknappheit im Land bei.

## 21. Jahrhundert
Im Jahr 2001 wurden erstmals Jugendliche zum National Youth Service in Lager einberufen. Dort werden sie im Sinne der ZANU-PF politisch und militärisch geschult. Presseangaben zufolge werden in den Lagern politische Gegner wie das MDC zum Feindbild hochstilisiert und jugendliche green bombers in Foltertechniken ausgebildet. Weibliche Lagerinsassen müssen sexuellen Missbrauch fürchten. Langfristig soll jeder Jugendliche diesen Dienst durchlaufen.
Bereits Anfang der 1990er Jahre begann Präsident Mugabe eine Kampagne gegen Homosexualität, die er als „unnatürlich“ und „unafrikanisch“ darstellte. Homosexuelle – die für Mugabe „minderwertiger als Schweine“ waren – können seither mit zehn Jahren Gefängnis bestraft werden. 2006 wurden auch Handlungen wie Küssen und Händchenhalten zwischen Schwulen unter Strafe gestellt.

### Hyperinflation und Wirtschaftskrise
Infolge der Enteignungen, korrupter Devisenbewirtschaftung und der aufrechterhaltenen hohen Rate der Agrarexporte verschlechterte sich die soziale Lage, besonders auf dem Lande. Die Wirtschaft litt nicht zuletzt darunter, dass in Simbabwe eine HIV/AIDS-Pandemie wütete; die Rate der mit dem HIV infizierten 15- bis 49-Jährigen sank jedoch bis 2016 auf 13,5 %. Um 2002 zogen sich die westlichen Handelspartner und Geldgeber zunehmend aus Simbabwe zurück. In der Folge verstärkte sich der Einfluss Chinas auf das Land. Im November 2008 erreichte die Hyperinflation mit einer berechneten jährlichen Preissteigerung von 79,6 Milliarden Prozent ihren Höhepunkt. Der Simbabwe-Dollar wurde 2009 faktisch abgeschafft und durch ein Mehrwährungssystem ersetzt, welches auf die botswanische, südafrikanische und US-amerikanische Währung zurückgreift. 2015 wurde der Zim-Dollar offiziell aus dem Verkehr gezogen.

### Movement for Democratic Change

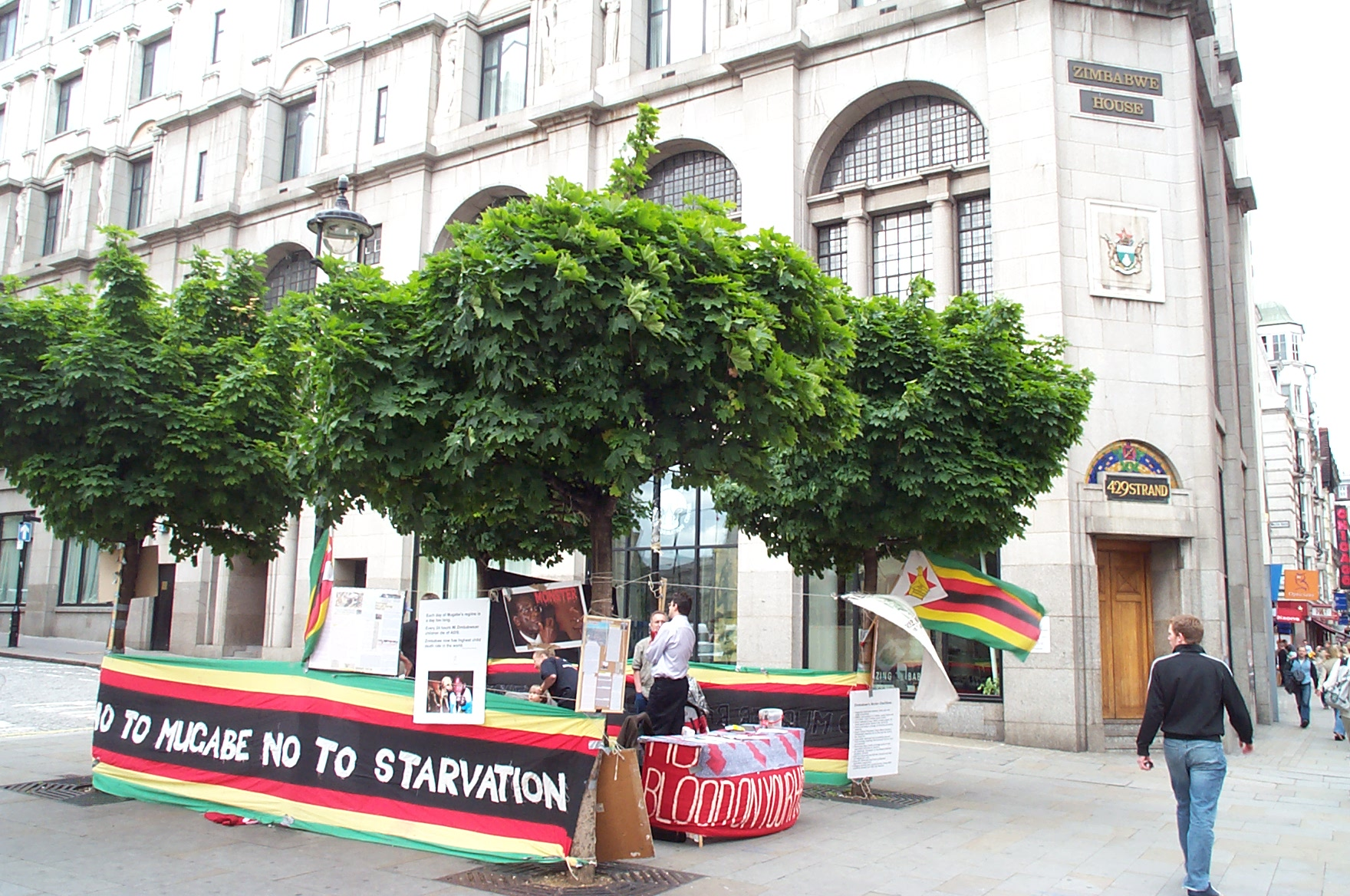
Protest vor der Botschaft Simbabwes in London, 2005

Die wichtigste Oppositionspartei ist seit 1999 das bis 2018 von Morgan Tsvangirai geführte Movement for Democratic Change (MDC), ab 2005 Movement for Democratic Change – Tsvangirai (MDC-T), das vor allem aufgrund der zunehmenden Unzufriedenheit mit der Regierung seine Basis stetig verbreitern konnte.
Simbabwe wurde wegen Verletzungen von Menschenrechten und der Verschiebung der Wahlen 2002 sowie Wahlfälschung vom Commonwealth suspendiert. Die unabhängige Tageszeitung Daily News, auf die bereits mehrere Bombenanschläge verübt worden waren, wurde 2003 verboten. Im Dezember 2003 trat das Land aus dem Commonwealth aus.
Die „Operation Murambatsvina“, in deren Rahmen im Jahr 2005 Slumsiedlungen niedergewalzt wurden, wurde international kritisiert. Im selben Jahr gewann Mugabes ZANU-PF die Parlamentswahl; ihm wurde abermals Wahlfälschung vorgeworfen. Ab 2006 wurde der Simbabwe-Dollar aufgrund einer Hyperinflation entwertet. 2007 wurde Oppositionsführer Tsvangirai von Polizisten schwer misshandelt.

### Koalition zwischen ZANU-PF und MDC (2009–2013)
Im März 2008 fanden sowohl Präsidentschaftswahl als auch Parlamentswahlen statt. Im Februar erklärte der frühere Finanzminister Simba Makoni seine Kandidatur als unabhängiger Kandidat. Er wurde von dabei ehemaligen Politikern der Mugabe-Partei unterstützt. Als dritter Kandidat trat der Oppositionsführer Morgan Tsvangirai von der MDC bei den Wahlen an. In der ersten Runde erhielt Tsvangirai mit 47,9 % mehr Stimmen als Mugabe. Er wurde jedoch drangsaliert und zog sich vor der zweiten Runde zurück. Die Durchführung der Wahlen und das Vorgehen gegen die Opposition wurde international kritisiert. Verschiedene Regierungen setzten sich daraufhin für eine Machtteilung ein. Mit Unterstützung der Entwicklungsgemeinschaft des südlichen Afrika fanden im Juni 2008 Gespräche zwischen Delegationen der ZANU-PF und der MDC in Pretoria statt. Nach zähen Verhandlungen unterzeichneten schließlich beide Seiten einen Vertrag zur Teilung der politischen Macht. Demzufolge wurde Robert Mugabe im Februar 2009 erneut Präsident einer Einheitsregierung mit Tsvangirai als Premierminister. Präsident Mugabe besaß die Mehrheit der Sitze im Senat, während die Partei Tsvangirasi im „House of Assembly“, der zweiten Kammer, die meisten Sitze kontrollierte.
Von August 2008 bis Juni 2009 erlebte das Land eine Cholera-Epidemie, die alle Provinzen erfasste und über 4000 Tote forderte. 2010 wurden die Daily News wieder zugelassen. Bei der Präsidentschaftswahl 2013, die erstmals gemeinsam mit der Parlamentswahl abgehalten wurde, gewann Mugabe erneut klar; im Parlament erhielt seine ZANU-PF eine Zweidrittelmehrheit. Gleichzeitig wurde eine neue Verfassung angenommen, die die Amtszeit des Präsidenten auf zweimal fünf Jahre begrenzt.

### Militärputsch und Absetzung Mugabes
Am 15. November 2017 übernahm das Militär faktisch die Macht. Zuvor hatte Mugabe seinen Vizepräsidenten Emmerson Mnangagwa entlassen, der vom Militär unterstützt worden war. Am 19. November wurde Mugabe als Vorsitzender der ZANU-PF abgesetzt; am 21. November trat Mugabe als Präsident zurück, nachdem das Parlament ein Amtsenthebungsverfahren eingeleitet hatte. Drei Tage später wurde Mnangagwa als Präsident vereidigt.

### Präsidentschaft Emmerson Mnangagwas

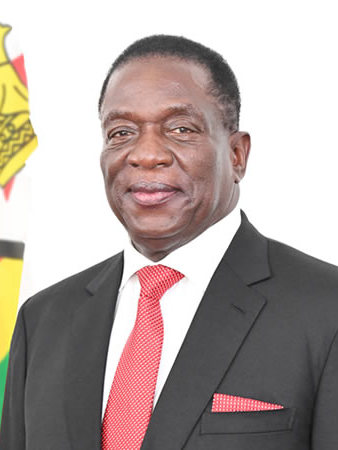
Mnangagwa, Präsident seit 2018

Am 30. Juli 2018 fanden Präsidentschafts- und Parlamentswahlen statt. Die regierende ZANU-PF errang hierbei 180 von 270 Parlamentssitzen, während die größte Oppositionspartei MDC Alliance 87 Sitze erhielt. Im Gegensatz zu den Parlamentswahlen wurden die Ergebnisse der Präsidentschaftswahlen erst drei Tage nach der Abstimmung veröffentlicht. Wegen dieser Verzögerung bei der Stimmauszählung kam es am Tag nach der Wahl in der Hauptstadt Harare zu gewaltsamen Protesten, bei denen mehrere Menschen durch Schüsse des Militärs getötet wurden. Schließlich erklärte die Wahlkommission Emmerson Mnangagwa mit seiner Partei ZANU-PF zum Sieger.

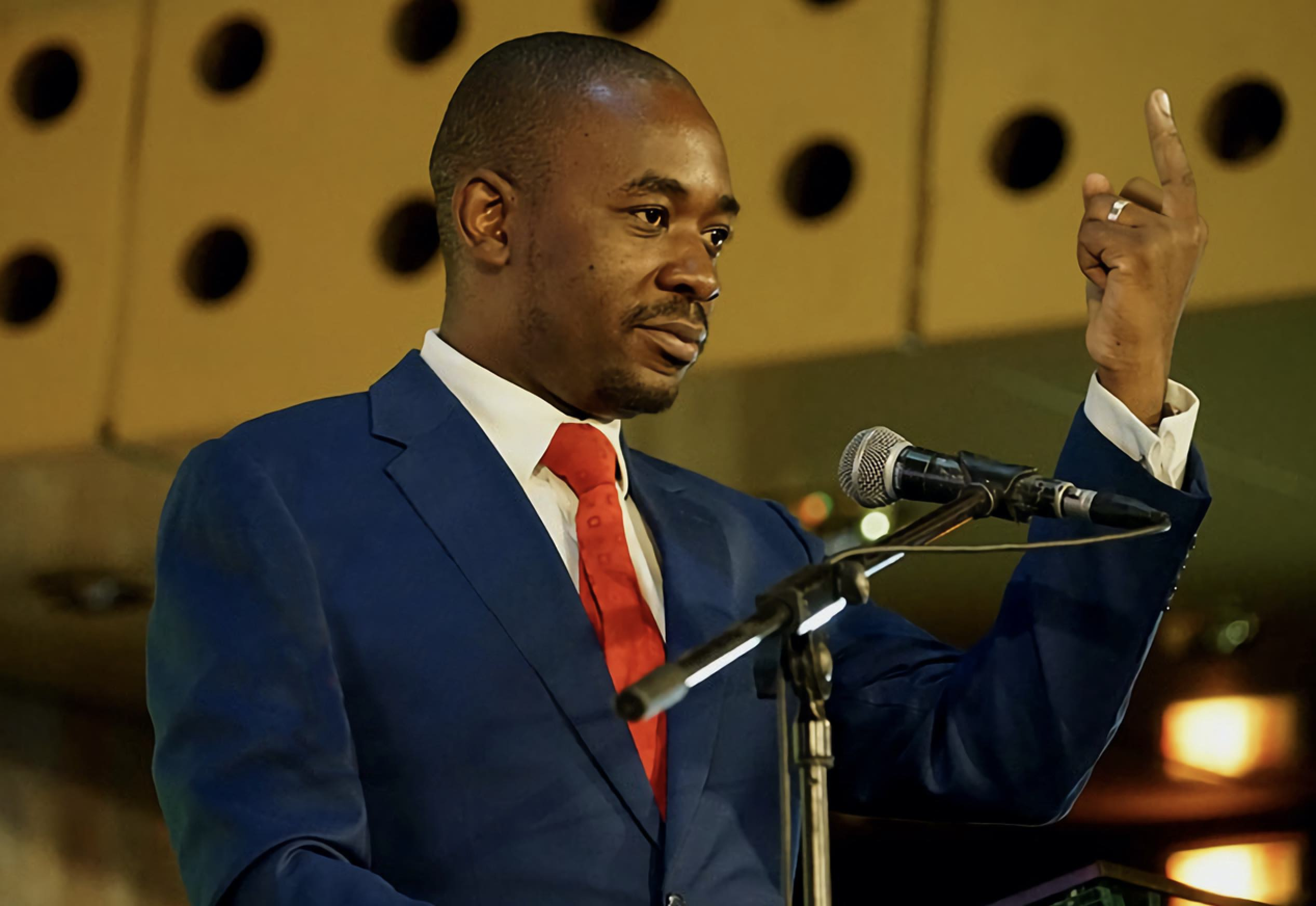
Oppositionsführer Chamisa

Der Präsidentschaftskandidat Nelson Chamisa, von der größten Oppositionspartei MDC Alliance zweifelte die Rechtmäßigkeit der Wahl an und rief zu weiteren Protesten auf. Daraufhin zog die MDC Alliance vor das Oberste Gericht, um die Wahl offiziell anzufechten. Der Anwalt der Partei begründete die Klage mit dem unverhältnismäßigen Anstieg der Wahlbeteiligung kurz vor Schließung der Wahllokale in einigen Bezirken und damit mit dem Verdacht präparierte Wahlunterlagen seien unrechtmäßig hinzugefügt worden. Das Gericht lehnte die Klage ab, allerdings wird das Wahlergebnis weiterhin nicht von Nelson Chamisa und der MDC Alliance anerkannt. Der Bericht der internationalen Wahlbeobachtungsmission der Europäischen Union kam aufgrund demokratischer Wettbewerbsverzerrungen, Einschüchterung von Wählergruppen und Oppositionellen sowie Korruptionsvorwürfen zu dem Schluss, die Wahlen nicht als „fair und frei“ einzustufen.
Im Januar 2019 kam es unter Mnangagwas Herrschaft zu Unruhen mit bis zu 17 Toten, nachdem die Regierung die Benzinpreise mehr als verdoppelt hatte. Das Vereinigte Königreich weigerte sich daraufhin, einen Wiedereintritt in das Commonwealth zu unterstützen.
Im Januar 2023 wurde eine Versammlung der größten Oppositionspartei von der Polizei gewaltsam aufgelöst und mehrere Mitglieder anschließend wegen Störung des „Friedens im Land“ angeklagt, da die Partei eine polizeiliche Erlaubnis für die Versammlung einholen müsse. Vertreter der Partei kritisierten das Vorgehen als politische Verfolgung.
Am 24. August 2023 fanden Parlaments- und Präsidentschaftswahlen statt, bei denen erneut Emmerson Mnangagwa von der ZANU-PF und Nelson Chamisa, diesmal mit der neuformierten Partei Citizens Coalition for Change (CCC), antraten.

## Einzelbelege
1. ↑  History of Zimbabwe. Government of Zimbabwe, abgerufen am 4. März 2023 (englisch).
2. ↑  Great Zimbabwe | History, Significance, Ruins, Culture, & Facts | Britannica. Abgerufen am 4. März 2023 (englisch).
3. ↑  Matabele Wars 1836-1896 | South African History Online. Abgerufen am 5. März 2023.
4. ↑  June Hannam, Mitzi Auchterlonie, Katherine Holden: International Encyclopedia of Women’s Suffrage. ABC-Clio, Santa Barbara, Denver, Oxford 2000, ISBN 1-57607-064-6, S. 272.
5. ↑  Mart Martin: The Almanac of Women and Minorities in World Politics. Westview Press Boulder, Colorado, 2000, S. 339.
6. 1 2 3 4 5 6  June Hannam, Mitzi Auchterlonie, Katherine Holden: International Encyclopedia of Women’s Suffrage. ABC-Clio, Santa Barbara, Denver, Oxford 2000, ISBN 1-57607-064-6, S. 7.
7. ↑  Mart Martin: The Almanac of Women and Minorities in World Politics. Westview Press Boulder, Colorado, 2000, S. 429.
8. 1 2 3  – New Parline: the IPU’s Open Data Platform (beta). In: data.ipu.org. Abgerufen am 13. Oktober 2018 (englisch).
9. ↑  Ruth Weiss, William Minter, Hans Detlef Laß: Rhodesiens Zukunft heißt Zimbabwe. Zwischen Kolonialismus und Selbständigkeit. ISSA - Bonn / Frankfurt am Main 1977, ISBN 3-921614-35-X, S. 15, 28, 67.
10. ↑  Peter Godwin, Ian Hancock: ‚Rhodesians Never Die‘. The Impact of War and Political Change on White Rhodesia, c.1970-1980 Baobab Books, Harare 1995, ISBN 0-908311-82-6, S. 152.
11. ↑  vereinfachte Darstellung zum rhodesischen Wahlrecht bei: Dolf Sternberger, Bernhard Vogel, Dieter Nohlen, Klaus Landfried (Hrsg.): Die Wahl der Parlamente und anderer Staatsorgane. Band II: Afrika: Politische Organisation und Repräsentation in Afrika. De Gruyter, 1978, ISBN 3-11-004518-4, S. 1627–1690.
12. ↑  Martin Pabst: Simbabwe. C. H. Beck, München 1999, ISBN 3-406-39878-2, S. 63.
13. ↑  Caroline Daley, Melanie Nolan (Hrsg.): Suffrage and Beyond. International Feminist Perspectives. New York University Press, New York 1994, S. 352.
14. ↑  Mart Martin: The Almanac of Women and Minorities in World Politics. Westview Press Boulder, Colorado, 2000, S. 429.
15. ↑  Weiss, Minter, Laß, 1977, S. 18–19, 20.
16. ↑  Ronald Meinardus: Die Afrikapolitik der Republik Südafrika. ISSA, Bonn 1981, S. 139.
17. 1 2  Weiss, Minter, Laß, 1977, S. 69, 84–85.
18. ↑  Ronald Meinardus: Die Afrikapolitik der Republik Südafrika. ISSA, Bonn 1981, S. 430.
19. ↑  Weiss, Minter, Laß, 1977, S. 29.
20. ↑  Ronald Meinardus: Die Afrikapolitik der Republik Südafrika. ISSA, Bonn 1981, S. 121.
21. ↑  Verhältniswahlrecht in Rhodesien. In: Frankfurter Allgemeine Zeitung vom 2. Juni 1978, S. 4.
22. ↑  BBC On this day report: 1. Juni 1979.
23. ↑  Sue Onslow: The Man on the Spot: Christopher Soames and Decolonisation of Zimbabwe/Rhodesia. In: Britain and the World 6.1. März 2013, S. 68–100, doi:10.3366/brw.2013.0078 (englisch).
24. ↑  Peter Godwin, Ian Hancock: „Rhodesians Never Die“. The Impact of War and Political Change on White Rhodesia, c. 1970-1980. Baobab Books, Harare 1995, ISBN 0-908311-82-6, S. 208 f, 374.
25. ↑  Sue Onslow: The Man on the Spot: Christopher Soames and Decolonisation of Zimbabwe/Rhodesia. In: Britain and the World 6.1. Vol. 6, Ausg. 1. Edinburgh University Press, 2013, ISSN 2043-8567, S. 68–100, doi:10.3366/brw.2013.0078 (englisch).
26. ↑  Sue Onslow: The Man on the Spot: Christopher Soames and Decolonisation of Zimbabwe/Rhodesia. In: Britain and the World 6.1. Vol. 6, Ausg. 1. Edinburgh University Press, März 2013, ISSN 2043-8567, S. 68–100, doi:10.3366/brw.2013.0078 (englisch).
27. ↑  Ronald Meinardus: Die Afrikapolitik der Republik Südafrika. Bonn 1981, ISBN 3-92164-50-3, S. 145–148.
28. ↑  Sue Onslow: The Man on the Spot: Christopher Soames and Decolonisation of Zimbabwe/Rhodesia. In: Britain and the World 6.1. Vol. 6, Ausg. 1. Edinburgh University Press, März 2013, ISSN 2043-8567, S. 68–100, doi:10.3366/brw.2013.0078 (englisch).
29. ↑  Fischer Weltalmanach. 1983, ISSN 0430-5973
30. 1 2 3  Joachim Becker: Angola, Mosambik und Zimbabwe. Im Visier Südafrikas. Pahl-Rugenstein Verlag, Köln 1988, S. 294–295.
31. ↑  Ronald Meinardus: Die Afrikapolitik der Republik Südafrika. ISSA, Bonn 1981, S. 151.
32. ↑  South African History Online: Joe Nzingo Gqabi. auf www.sahistory.org.za (englisch).
33. ↑  SAIRR: Survey of Race Relations in South Africa 1982. Johannesburg 1983, S. 196.
34. ↑  K. O’Brien: Special Forces for Counter Revolutionary Warfare: the South African Case. ISSN 0959-2318.
35. ↑  SAIRR: Survey of Race Relations in South Africa 1982. Johannesburg 1983, S. 195.
36. ↑  SAIRR: Race Relations Survey 1986, Part 2. Johannesburg 1988, S. 813–815.
37. ↑  SAIRR: Race Relations Survey 1987/88. Johannesburg 1988, S. 528.
38. ↑  FAST TRACK LAND REFORM IN ZIMBABWE. Human Rights Watch, 2002, abgerufen am 4. März 2023 (englisch).
39. 1 2  Zimbabwe Country Analysis. United Nations, 2010, S. 26–27, archiviert vom Original am 14. Januar 2015; abgerufen am 4. März 2023 (englisch).
40. ↑  Andrew Meldrum: Living in fear of Mugabe’s green bombers. The Guardian vom 19. Februar 2003 (englisch), abgerufen am 14. November 2017
41. ↑  Sapa/dpa: MPs horrified at Zim youth camps – report. iol.co.za vom 24. Mai 2007 (englisch), abgerufen am 14. November 2017
42. ↑  Zimbabwe gay rights face dim future. bbc.co.uk vom 17. November 1999 (englisch), abgerufen am 15. November 2017
43. ↑  Simbabwe stellt Händchen-Halten zwischen Schwulen unter Strafe. dbna.de vom Juli 2006, abgerufen am 15. November 2017
44. ↑  HIV-Statistik der Vereinten Nationen für Simbabwe (englisch), abgerufen am 14. November 2017
45. ↑  Simon Tisdall: Zimbabwe: was Mugabe’s fall a result of China flexing its muscle? The Guardian vom 17. November 2017 (englisch), abgerufen am 17. November 2017
46. ↑  Steve H. Hanke, Alex K. F. Kwok: On the measurement of Zimbabwe’s hyperinflation. In: Cato Journal 2009/5 (PDF), abgerufen am 14. November 2017
47. ↑  Melanie Müller: Simbabwe nach Mugabe. Stiftung Wissenschaft und Politik (SWP), abgerufen am 12. August 2022.
48. ↑  Zimbabwe suspended by Commonwealth. sahistory.org.za (englisch), abgerufen am 14. November 2017
49. 1 2 3 4  Zimbabwe profile - Timeline. In: BBC News. 11. Juli 2011 (bbc.com [abgerufen am 4. März 2023]).
50. ↑  Shaky coalition term ends. Deutsche Welle, 24. Juli 2013, abgerufen am 4. März 2023 (englisch).
51. ↑  Cholera in Zimbabwe – update 4. WHO vom 9. Juni 2009 (englisch), abgerufen am 14. November 2017
52. ↑  Mugabe steht unter Hausarrest. 20min.ch vom 15. November 2017, abgerufen am 15. November 2017.
53. ↑  Mnangagwa als Simbabwes neuer Staatschef vereidigt. spiegel.de vom 24. November 2017, abgerufen am 24. November 2017.
54. ↑  Bundeszentrale für politische Bildung: Simbabwe. Abgerufen am 12. August 2022.
55. ↑  Zimbabwe enters a new era, but struggles to escape its past. BBC News, 4. August 2018, abgerufen am 4. August 2018 (englisch).
56. ↑  Simbabwes Demokraten - Ein Wahlkrimi | Doku HD | ARTE. Abgerufen am 12. August 2022 (deutsch, ab 47:45min).
57. ↑  Bundeszentrale für politische Bildung: Simbabwe. Abgerufen am 12. August 2022.
58. ↑  Ray Ndlovu: SADC backs Mnangagwa despite Zimbabwe crisis, calls for end to sanctions. In: timeslive.co.za vom 12. Februar 2019, abgerufen am 14. Februar 2019 (englisch).
59. ↑  Anklage gegen Oppositionelle in Simbabwe. In: DW.com (Deutsche Welle). 16. Januar 2023, abgerufen am 24. Januar 2023.